# Al dente

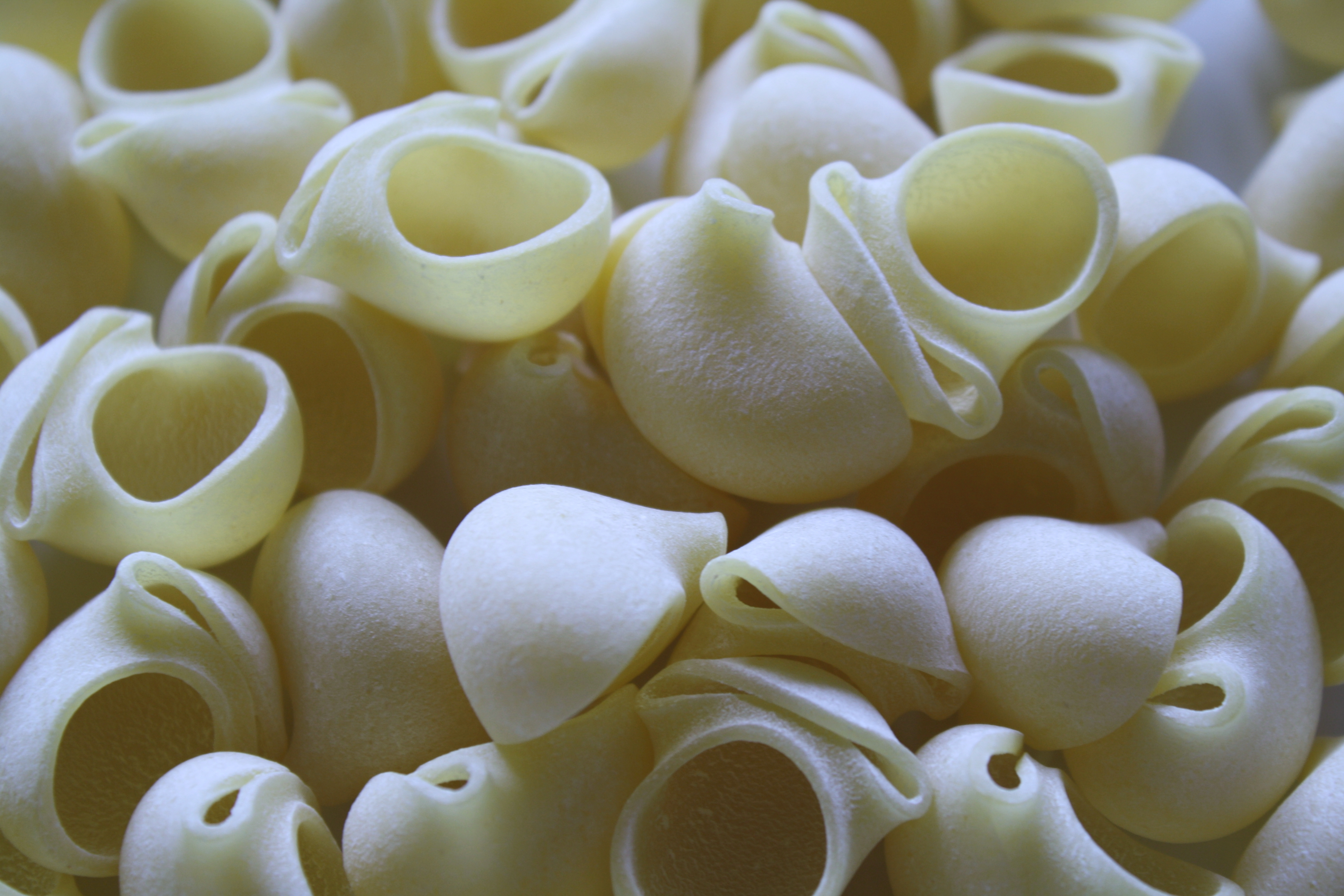
O termo al dente costuma referir à massa.

Em gastronomia denomina-se al dente ao estado de cozimento da massa (e ocasionalmente do arroz) que, estando cozida, oferece alguma resistência (firmeza) ao ser mordida. A massa fica firme mas não dura. A denominação prove/provem do italiano, no que a expressão significa precisamente ao dente. Pode aplicar-se por extensão às verduras cozidas, que devem ficar algo "estaladiças" - ou ao menos oferecer alguma resistência quando são mordidas. É com frequência considerada a forma ideal de cozimento da massa; em qualquer caso faz que a massa se mantenha firme, sendo isto especialmente importante nos pratos de massa "ao forno" (ao forno).
Não deve se confundir a expressão com que a massa (ou qualquer outro ingrediente) deva "colar nos dentes", entendendo desse modo a expressão justo ao invés, dado que desta forma resultaria que a massa está excessivamente fervida.

Submergir a massa durante uns segundos em água fria e retirar rapidamente evita que a cozimento continue uma vez retirada a massa do fogo.